# Estación de Vicálvaro-Mercancías
Vicálvaro-Mercancías, también denominada Centro Logístico de Vicálvaro, es una estación de mercancías y terminal logística situada en el municipio español de Madrid. Se encuentra localizada entre el distrito madrileño de Vicálvaro y el municipio de Coslada y dispone de una amplia playa de vías para maniobras. En la actualidad las instalaciones dependen del ente Adif. El complejo coexiste con el llamado Puerto seco de Madrid, que se encuentra situado en sus instalaciones.

## Situación ferroviaria
La estación forma parte de los trazados de las siguientes líneas férreas:
- Línea férrea de ancho ibérico Vicálvaro-Vicálvaro Mercancías, punto kilométrico 2,1.[1]
- Línea férrea de ancho ibérico Vicálvaro Mercancías-Bif. Vicálvaro Mercancías, punto kilométrico 2,1.[1]
- Línea férrea de ancho ibérico O'Donnell-Vicálvaro Mercancías, punto kilométrico 15,0.[1]

## Historia
Durante la década de 1960 se procedió a la reorganización de la red ferroviaria de Madrid, con la construcción de nuevas líneas y estaciones. En ese contexto, se planteó la necesidad de levantar una nueva estación de clasificación situada en el área de los nuevos enlaces ferroviarios, eligiéndose para ello los terrenos de Vicálvaro. Las obras fueron llevadas a cabo por la empresa estatal RENFE, siendo inauguradas las nuevas instalaciones el 28 de noviembre de 1973. La estación tenía entonces una longitud de 4 kilómetros y una anchura de 300 metros, ocupando una superficie de 90 hectáreas. Inicialmente dispuso de una plataforma de 47 vías, con longitudes máximas de 650 metros. La terminal dispuso de tres haces de vías: una para recepción de convoyes, otra para su clasificación y otra para la expedición. A las instalaciones originales se fueron añadiendo con posterioridad otras complementarias, como talleres para locomotoras y material remocaldo, zonas de carga y descarga, etc.
En enero de 2005, con la división de RENFE en Renfe Operadora y Adif, las infraestructuras pasaron a depender de esta última.
Anteriormente su nombre fue Vicálvaro-Clasificación, pero dentro del plan de homogeneización aplicado por Adif en la década de 2010 a los nombres de las terminales relacionadas con mercancías se cambió a Vicálvaro-Mercancías.
En 2019 comenzaron los trabajos para convertir la estación de clasificación de Vicálvaro en un complejo logístico intermodal destinado a la carga y descarga de unidades de transporte, dentro de un proyecto que está previsto que se realice en tres fases entre los años 2020 y 2024. Entre otras cosas, está prevista la ampliación del número de vías de servicio, el aumento las longitudes de las playas de vías hasta los 750 metros y la construcción de un nuevo acceso al complejo con una vía general. Otro de los objetivos que busca este proyecto es convertir a Vicálvaro en una terminal logística que sirva de nexo entre el Corredor Atlántico y el Corredor Mediterráneo.